# Sunye
Min Sun-ye (hangul: 민선예, Seúl, 12 de agosto de 1989), también conocida como Sunye o Sun (estilizado como SunYe), es una cantante, actriz y misionera surcoreana. Es la exlíder y vocalista principal de Wonder Girls.

## Biografía
Nació el 12 de agosto de 1989 en Seúl, Corea del Sur. Fue descubierta en el 2001 por Park Jin Young (JYP) ganando 99% Challenge Project sabiendo que tenía una voz maravillosa. Fue entrenada desde el 2001 tanto en el baile como en el canto, siendo una de las artistas con más entrenamiento de JYP Entertainment junto con  Jo Kwon de 2AM y Min de Miss A. Ha hecho muchas colaboraciones con artistas como 8eight, Park Jin Young, Mighty Mouth, Davichi, TaeYeon, etc. Ha hecho apariciones en videos como Forever de Lee Byul.

## Carrera

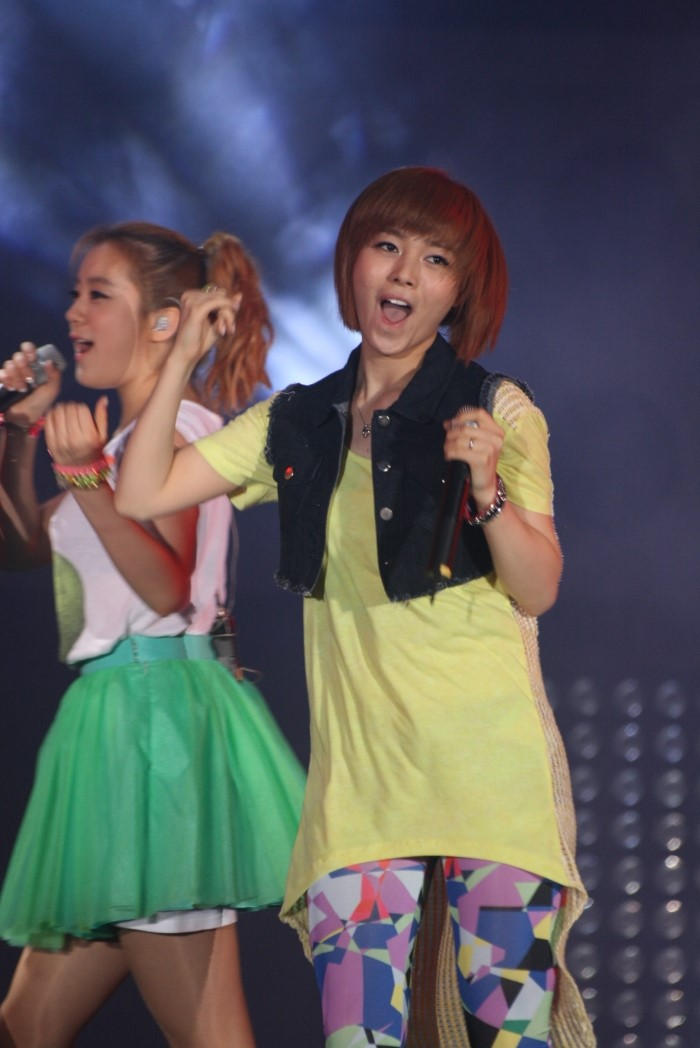
Sunye en 2014

### Debut en Wonder Girls
Debutó en la televisión con la serie MTV Wonder Girl's reality de "Wonder Girls" donde se mostraba como las chicas se preparaban para su debut oficial. Fue asignada como la líder y vocalista principal del grupo.
En febrero de 2007, hizo su debut junto con el grupo lanzando el primer sencillo The Wonder Begins del cual se desprendía Irony como tema principal.
El 26 de enero de 2013, JYP Entertainment anunció que SunYe detendría las promociones con el grupo para contraer nupcias con James Park aclarando que no era su salida de Wonder Girls. En diciembre del mismo año se dio a conocer que tras vencer su contrato con la empresa lo renovó por 3 años más.
En marzo del 2014, Sun Ye anunció que se dedicaría a misionar en Haití con su esposo,  decisión que tomó luego de estar una semana en el país y que provocó que  "la dirección de su vida cambió completamente". 
En julio del año 2015, JYP Entertainment confirmó que Sun Ye dejaría el grupo, ya que Sun Ye quiso dedicarse a su familia. Sun Ye anunció también su retiro total del mundo del entretenimiento.

### Solista
Sunye ha contribuido con su voz en las pistas de varios artistas coreanos, incluyendo "Energy" de Mighty Mouth y "Afternoon Separation" de Park Jin-young. Grabó el sencillo "Maybe" para la banda sonora del popular drama coreano de KBS, Dream High.  En noviembre de 2010, Sunye grabó "This Christmas" con sus compañeros de agencia de JYP como la canción principal para el debut de JYP Nation con un video musical posterior lanzado el 1 de diciembre de 2010. 
Además de grabar colaboraciones, Sunye también se ha presentado con otros artistas en el escenario, incluido " Stand Up for Love " con Davichi y Taeyeon en SBS Gayo Daejeon en 2008.  En diciembre de 2008, interpretó " Botones " con Taeyeon , Gyuri y Ga-in en KBS Music Bank.  Sunye y su compañera de banda Park Ye-eun colaboraron con Jo Kwon y Park Jin-young para interpretar " Eso es para lo que son los amigos " en el programa de KBS, Yoon Dohyun's Love Letter. En SBS Inkigayo500th Episode, Sunye y Jo Kwon cantaron el sencillo de 2AM "This Song" a dúo. 
En diciembre de 2014, Sunye declaró en una entrevista con la sucursal estadounidense de Joongang Ilbo en un concierto religioso sin fines de lucro que se retiraría oficialmente de Wonder Girls y de la industria del entretenimiento a principios de 2015. Esto fue descartado por JYP como falso, pero poco tiempo después, JYP emitió una declaración oficial confirmando la salida de Sunye del grupo. 
El 8 de agosto de 2018, se anunció que Sunye había firmado con Polaris Entertainment y que regresaría a la industria del entretenimiento después de su larga pausa. 
En 2021, se lanzó el adelanto de Mama the Idol y se confirmó que Sunye era uno de los miembros del elenco. El 10 de diciembre de 2021, se emitió el primer episodio de Mama The Idol en tvN. El espectáculo marcó el regreso de ídolos legendarios que actualmente son madres. El 14 de enero de 2022, transmisión de Mama The Idol, los miembros compitieron por el puesto de vocalista principal. Al final, Sunye se había ganado el puesto de vocalista principal. El 28 de enero, Mamadol lanzó su sencillo digital debut "Mama The Idol".
En febrero de 2022, Sunye firmó un contrato con Blockberry Creative. El 12 de julio de 2022, la agencia de Sunye, BlockBerry Creative, reveló una foto tráiler de su álbum solista “GENUINE”. Antes del lanzamiento de su álbum, el sencillo “Glass Heart”, se da a conocer el 19 de julio, mientras que el resto del álbum, junto con el vídeo musical para la canción principal "Just a Dancer" se lanzan el 26 de julio El 15 de julio se lanzaron imágenes conceptuales, que muestran un ambiente elegante, junto a la lista de canciones, destacando la participación de Sunye en la letra de cuatro de ellas.

## Filantropía
Junto con las otros miembros de Wonder Girls, Sunye a menudo hace que donaciones de caridad a diversas organizaciones benéficas, hospitales y orfanatos en todo Corea. En septiembre de 2010, hizo una visita a un anciano que se había aislado a sí mismo en las montañas después de ser víctima de muchos fraudes. Según el productor que la siguió, "SunYe preparó ropa, zapatos, un radio, alimentos y otros regalos para el hombre. Él no ha había sido capaz de bañarse, así que un muy mal olor venia de él, pero SunYe no prestó atención en eso y levantó las manos con fuerza, pidiéndole que viviera una larga vida. Ella también oró por su buen estado de salud.
En mayo de 2011, SunYe fue como misionera de voluntariados a Haití después de terremoto que hubo. Ahí cuidaba a los niños en un orfanato y a las víctimas tratadas de cólera.
El 16 de octubre de 2012, SunYe era un orador invitado en la George Washington University Jack Morton Auditorium, donde presentó una conferencia sobre K-Pop, "Ilusiones y Responsabilidad de un Idol". El Centro Cultural de la Embajada de Corea del Sur organizó y patrocinó el evento
Para el 2014 anuncio que a mediados de Julio se iría de nuevo como misionera a Haití junto con su esposo e hija por 4 años. Para eso firmó como imagen de una cafetería de nombre Wicked Snow y con lo recaudado fundo una organización para ayuda de víctimas en Haití. Tras esto JYP Enterteinment de nuevo negó que esto fuera la salida del grupo, o el fin del mismo.

## Vida personal
SunYe fue criada por sus abuelos debido a que su madre murió cuando ella era muy pequeña y su padre sufría una enfermedad la cual lo tenía postrado en una cama. En el otoño de 2007, antes de las promociones de Wonder Girls para su sencillo "Tell Me", su abuelo murió. En octubre de 2009, su padre fue trasladado a la unidad de cuidados intensivos después de que su condición empeorara. Ella tomó el primer vuelo de Nueva York, donde vivía en aquel momento, a Corea del Sur. El 23 de junio de 2010, su padre murió debido a una enfermedad crónica que había estado sufriendo por más de 20 años.
Durante un episodio de SBS Strong Heart que salió al aire el 22 de noviembre de 2011, SunYe anunció que se encontraba en una relación con un chico coreano-canadiense que conoció en Haití durante su voluntariado. Ella lo había mantenido en secreto hasta que Park Jin Young levantado la prohibición de "no citas" a mediados de Noviembre. Pocos detalles se dieron a conocer de él, ya que admitió que no era una celebridad y en ese entonces estaba viviendo en Toronto, Canadá.
El 26 de noviembre de 2012, JYP Entertainment anunció que SunYe iba a casarse con su novio, James Park, minutos después ella lo confirmó con una carta que ella misma escribió para sus fans. Se casó el 26 de enero de 2013.
El 4 de abril de 2013, anunció a través de su cuenta personal de Twitter que ella y su esposo estaban esperando a su primer hijo. El 16 de octubre de 2013 dio a luz a una niña; a quien nombraron Hailey (Park Eun Yoo), el parto fue en su casa de Toronto, Canadá.

## Discografía

### Sencillos digitales
| Año  | Álbum                            | Canción           |
| ---- | -------------------------------- | ----------------- |
| 2007 | Han Sung Byul Gok OST            | 일월지가          |
| 2011 | Dream High OST Part 2 (드림하이) | Maybe             |
| 2012 | Feast of the Gods OST            | The Sound of Love |
| 2012 | Ohlala Couple OST                | Come To Me        |

### Colaboraciones
| Año  | Artista                 | Canción        |
| ---- | ----------------------- | -------------- |
| 2007 | 8eight                  | The First      |
| 2007 | 8eight & Ye Eun & Pdogg | Sai            |
| 2007 | Park Jin Young          | Back To Stage  |
| 2008 | Mighty Mouth            | Energy         |
| 2008 | Various Artists         | Cry With Us    |
| 2008 | Various Artists         | I Love Asia    |
| 2010 | JYP Nation              | This Christmas |

## Filmografía

### Televisión
| Año       | Título               | ¨Papel                                                   | Nota                       |
| --------- | -------------------- | -------------------------------------------------------- | -------------------------- |
| 2007–2008 | MBC Show! Music Core | Conductora junto con SoHee & Big Bang T.O.P              |                            |
| 2008      | Solomon's Choice     | aparición                                                |                            |
| 2010      | MBC Show! Music Core | Conductora junto con YuBin & CN Blue Jung Yong Hwa       | Conductora solo por un día |
| 2011      | KBS Music Bank       | Conductora junto con SoHee & Tim & Super Junior Shindong |                            |

### Videos musicales
| Año  | Tema           | Artista         | Papel |
| ---- | -------------- | --------------- | ----- |
| 2008 | Forever        | Lee Byul        | Ella  |
| 2008 | Cry With Us    | Various Artists | Ella  |
| 2008 | I Love Asia    | Various Artists | Ella  |
| 2010 | This Christmas | JYP Nation      | Ella  |

### Películas
| Año  | Título             | PApel |
| ---- | ------------------ | ----- |
| 2010 | The Last Godfather | Cameo |
| 2012 | The Wonder Girls   | Ella  |

### Programas de televisión
| Año  | Programa            | Notas                               |
| ---- | ------------------- | ----------------------------------- |
| 2018 | King of Mask Singer | Ep. 165-166, concursó como "Harney" |

## Tours

### Participación en conciertos
- 2010 Park Jin-young Bad Party – The Dancer (2010)

## Premios y nominaciones
| Año  | Premio                      | Categoría                   | Trabajo Nominado | Resultado |
| ---- | --------------------------- | --------------------------- | ---------------- | --------- |
| 2010 | 2nd Philippine K-Pop Awards | Hottest Female K-pop Star   | Sunye            | Nominada  |
| 2011 | Mnet Media Awards           | Most Charming Lady          | Sunye            | Nominada  |
| 2013 | 5th Shorty Awards           | Best Singer in Social Media | Sunye            | Nominada  |